# Neutraliteitsbunker
Een neutraliteitsbunker is een verdedigingswerk gebouwd in Nederland ten tijde van de aanloop naar de Tweede Wereldoorlog om het land te 'verdedigen' tegen een aanval van België.

## Geschiedenis
Eind jaren dertig van de twintigste eeuw legde Nederland verschillende nieuwe verdedigingslinies aan en versterkte al bestaande linies om een eventuele Duitse inval het hoofd te kunnen bieden. Om Duitsland niet te zeer voor het hoofd te stoten en de Nederlandse neutraliteit te benadrukken, werden er ook aan de zijde met België verdedigingswerken opgericht. Deze werden bekend onder de naam neutraliteitsbunker. Deze bunkers hadden de meest simpele en goedkope uitvoering namelijk een kazemat van type S. Deze werden gebouwd op een paar strategische invalswegen. Ze hebben geen rol gespeeld bij de vertraging van de Duitse opmars bij de invasie en hebben ook geen rol gespeeld bij de bevrijding van Nederland.

## Overblijfselen
In Limburg zijn er in 1939 een zestal bunkers gebouwd die deel uitmaakten van de 'neutraliteitslinie'. Twee bunkers bevinden zich in Roosteren bij de brug naar Maaseik en vier bunkers bevinden zich in Maastricht, te weten aan de Cannerweg, aan de Tongerseweg, aan de oude Bilserbaan en aan de Brusselseweg. De vier bunkers in Maastricht zijn geclassificeerd als gemeentelijk monument.

## Afbeeldingen

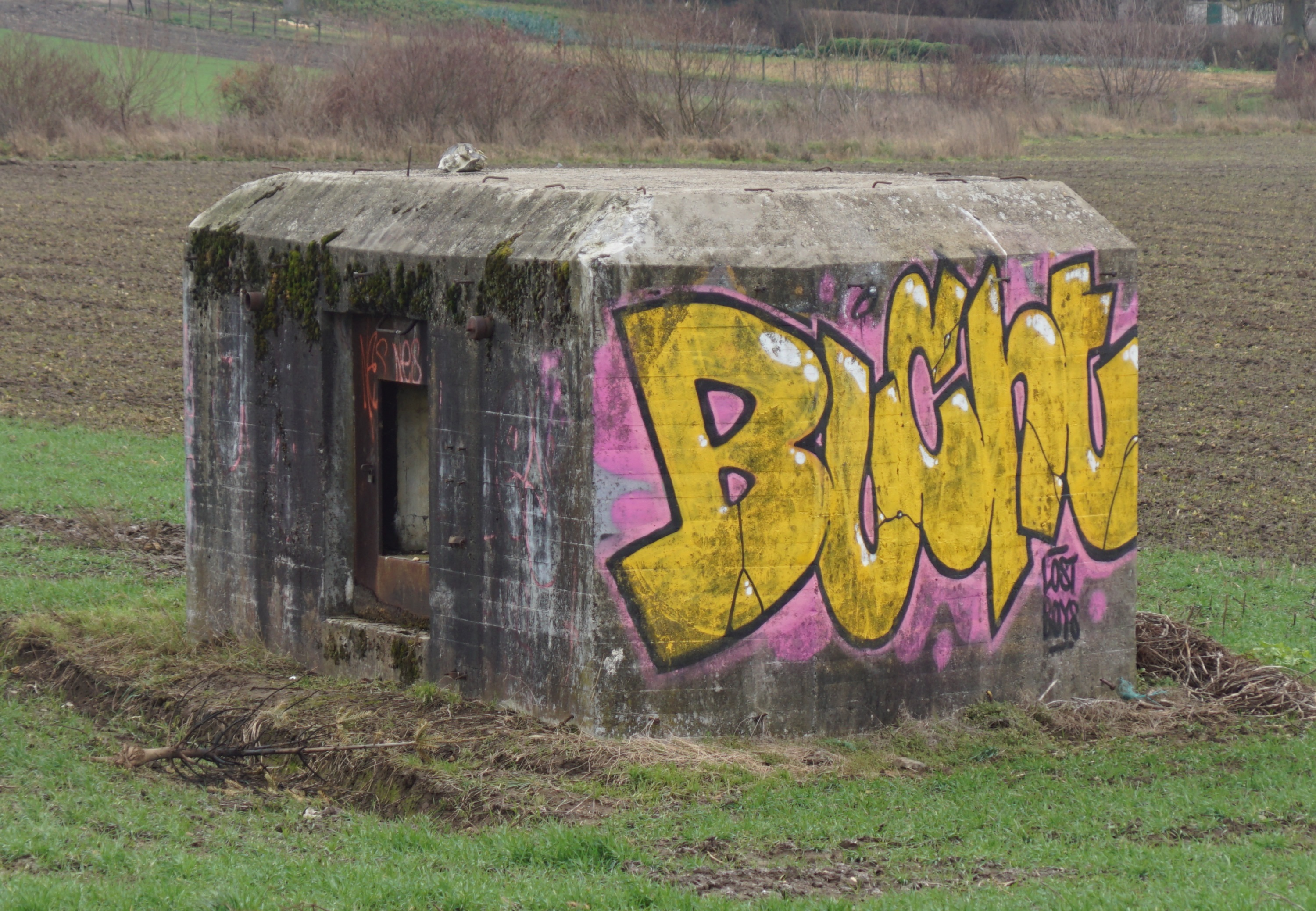
Kazemat op de weg Maastricht-Kanne
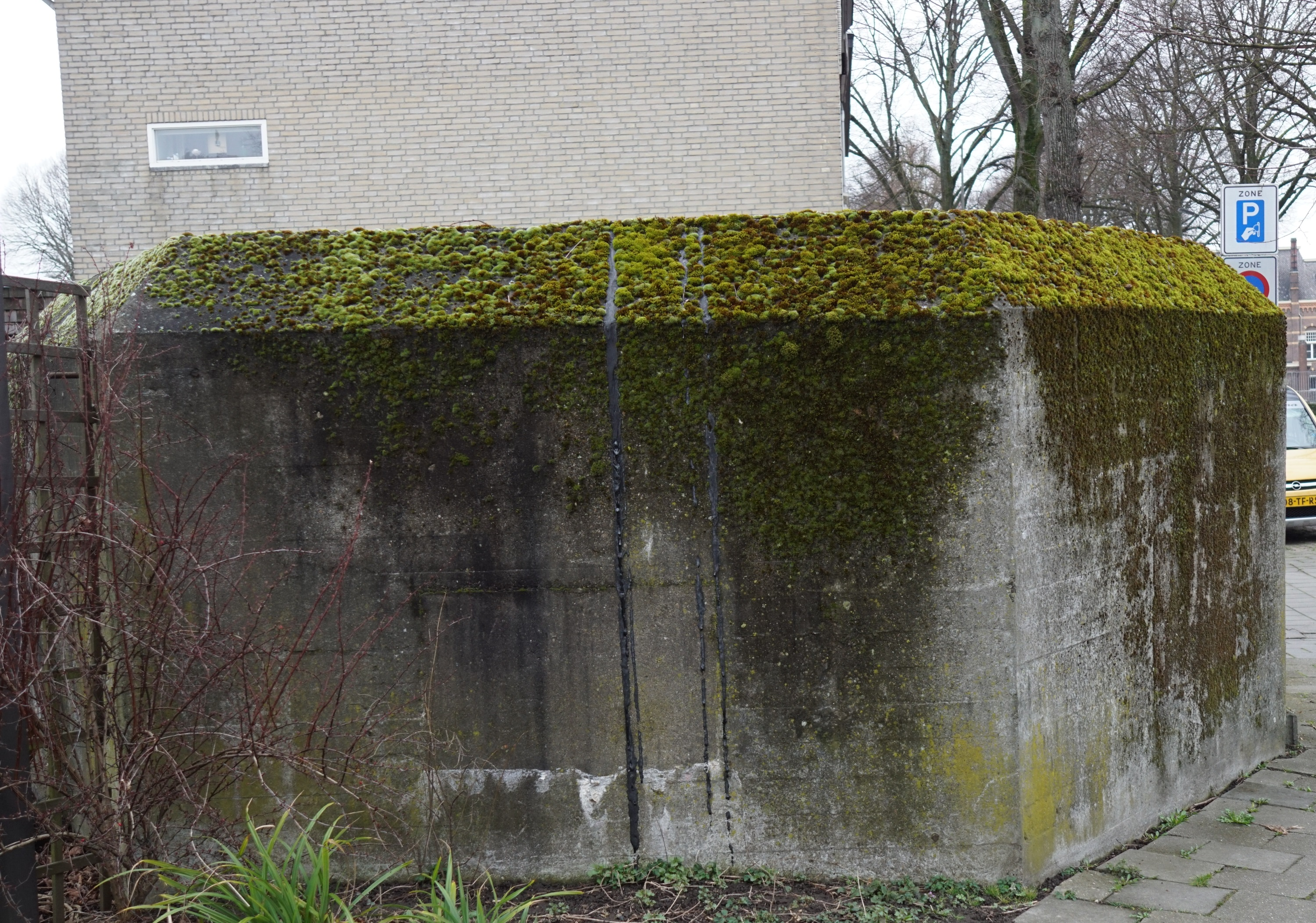
Kazemat op de weg Maastricht-Tongeren
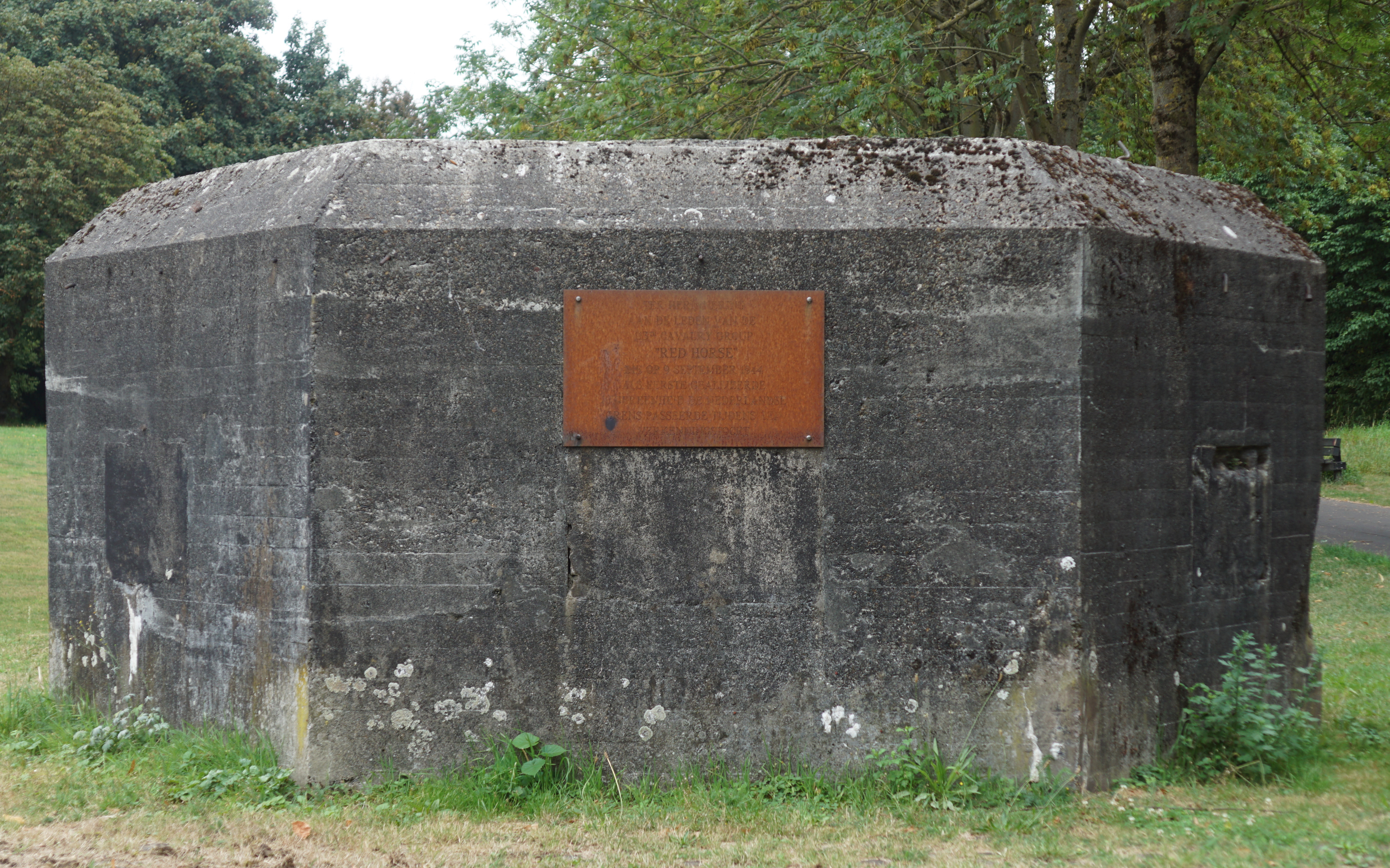
Kazemat op de weg Maastricht-Bilzen
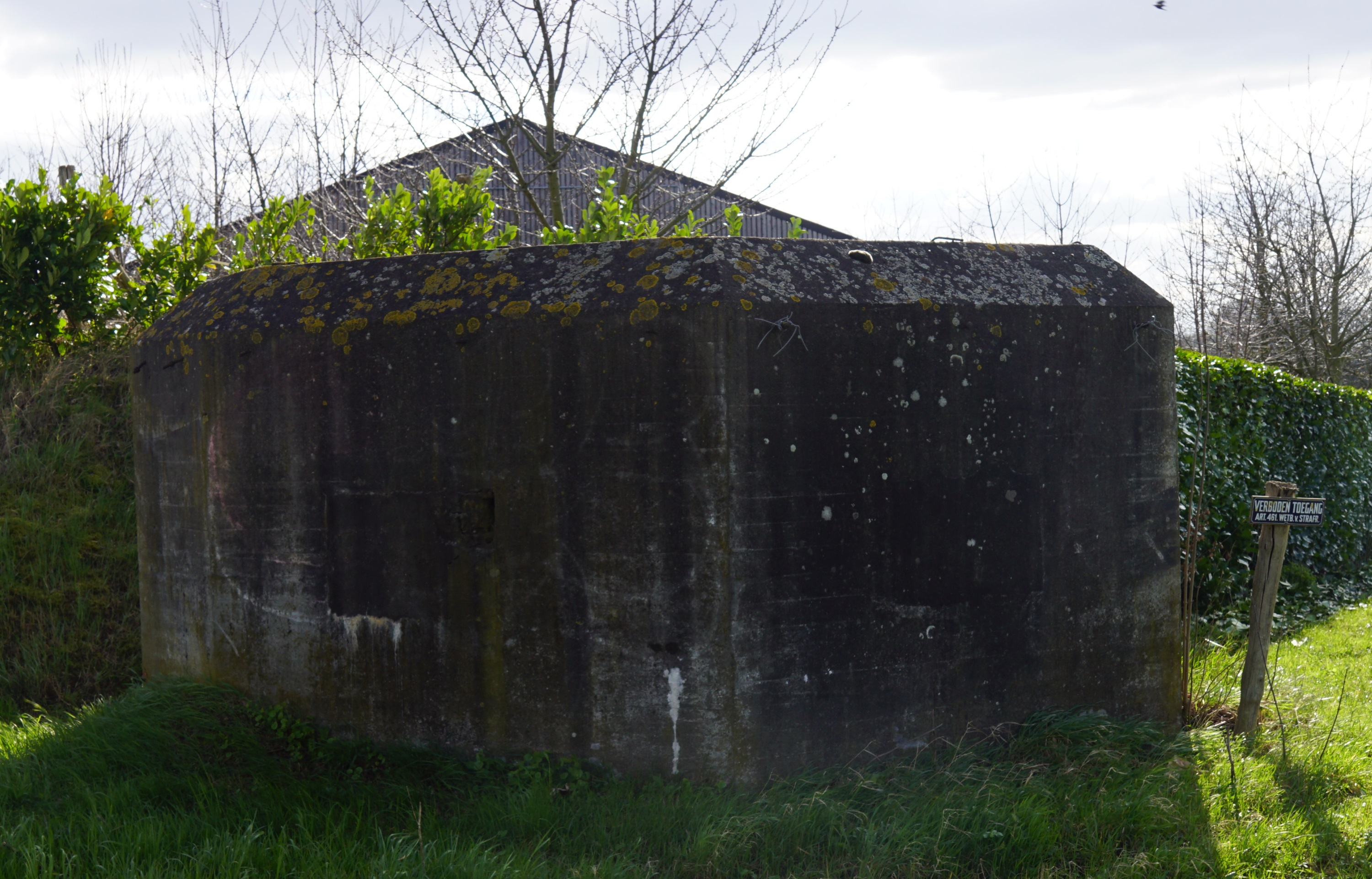
Kazemat op de weg Maastricht-Brussel